# Svatý kopeček u Mikulova

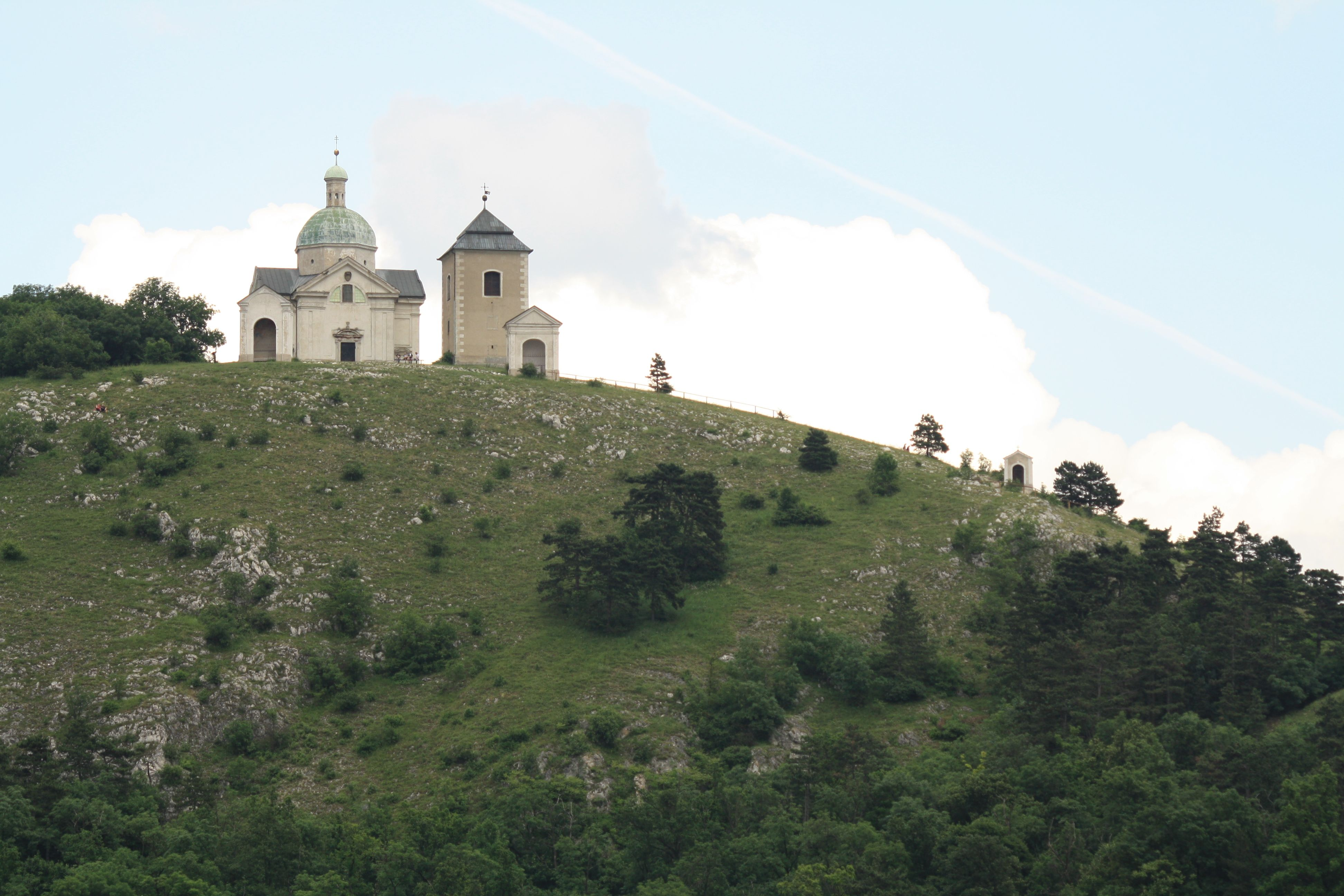
Kirche St. Sebastian mit Kreuzweg

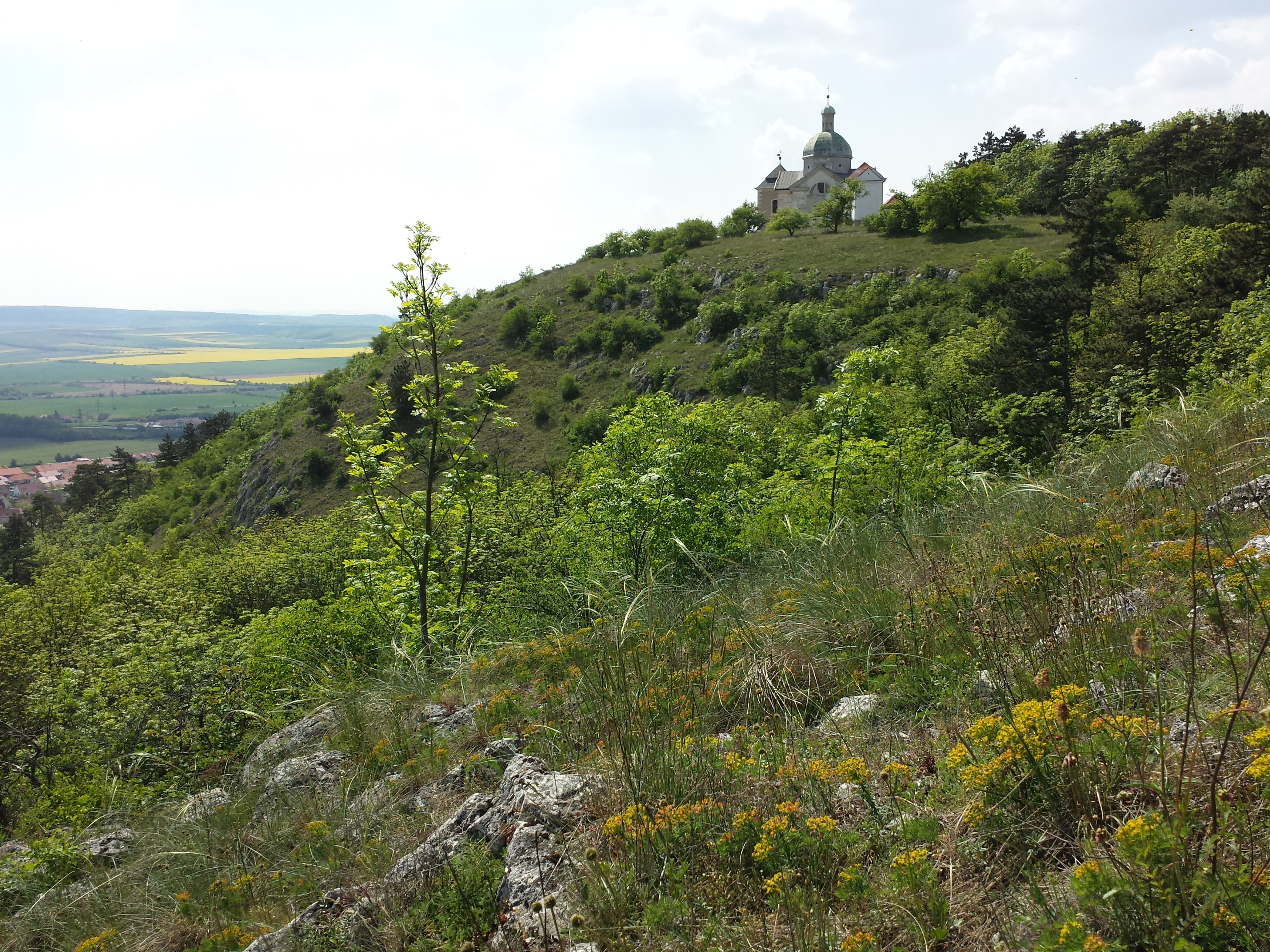
Naturlandschaft am Heiligen Berg, Blick in Richtung Westen

Der Svatý kopeček u Mikulova (deutsch Heiliger Berg, älter Tanzberg) ist ein Berg östlich der südmährischen Stadt Mikulov mit einer Höhe von 363 m n.m. und gehört zu den Pollauer Bergen und zur geologischen Einheit der Waschbergzone. Vom sich nordöstlich anschließenden Janičův vrch (Marienberg) wird er durch das Erosionstal des Mušlovský potok abgetrennt.
Das Felsmassiv besteht aus Jurakalk. Zum Plateau führen steile Flanken.
Der Berg ist aus mehreren Sichten bemerkenswert.

## Natur

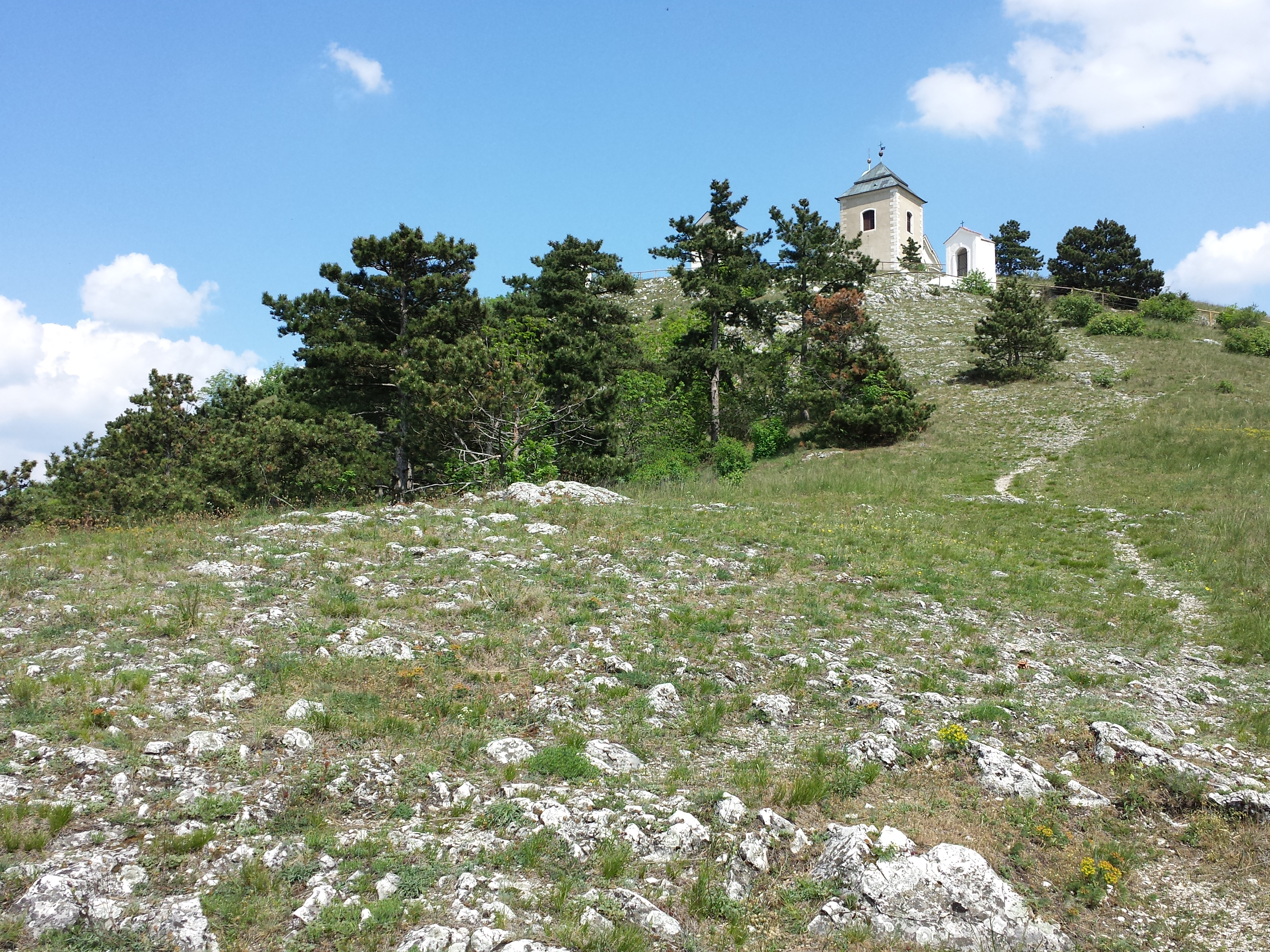
Felssteppe am Heiligen Berg

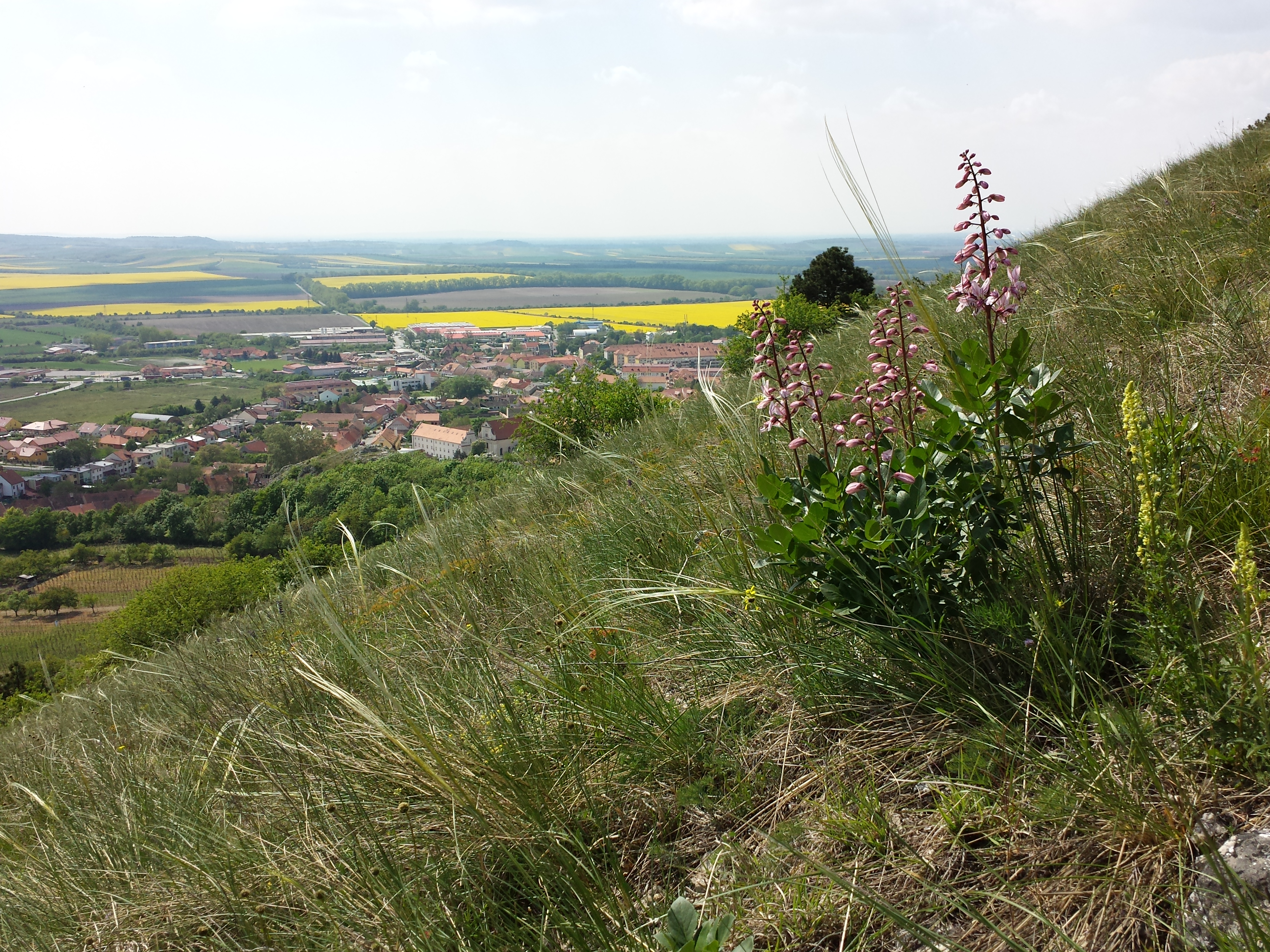
Trockenrasen mit Diptam (Dictamnus albus) und Federgras (Stipa pennata agg.)

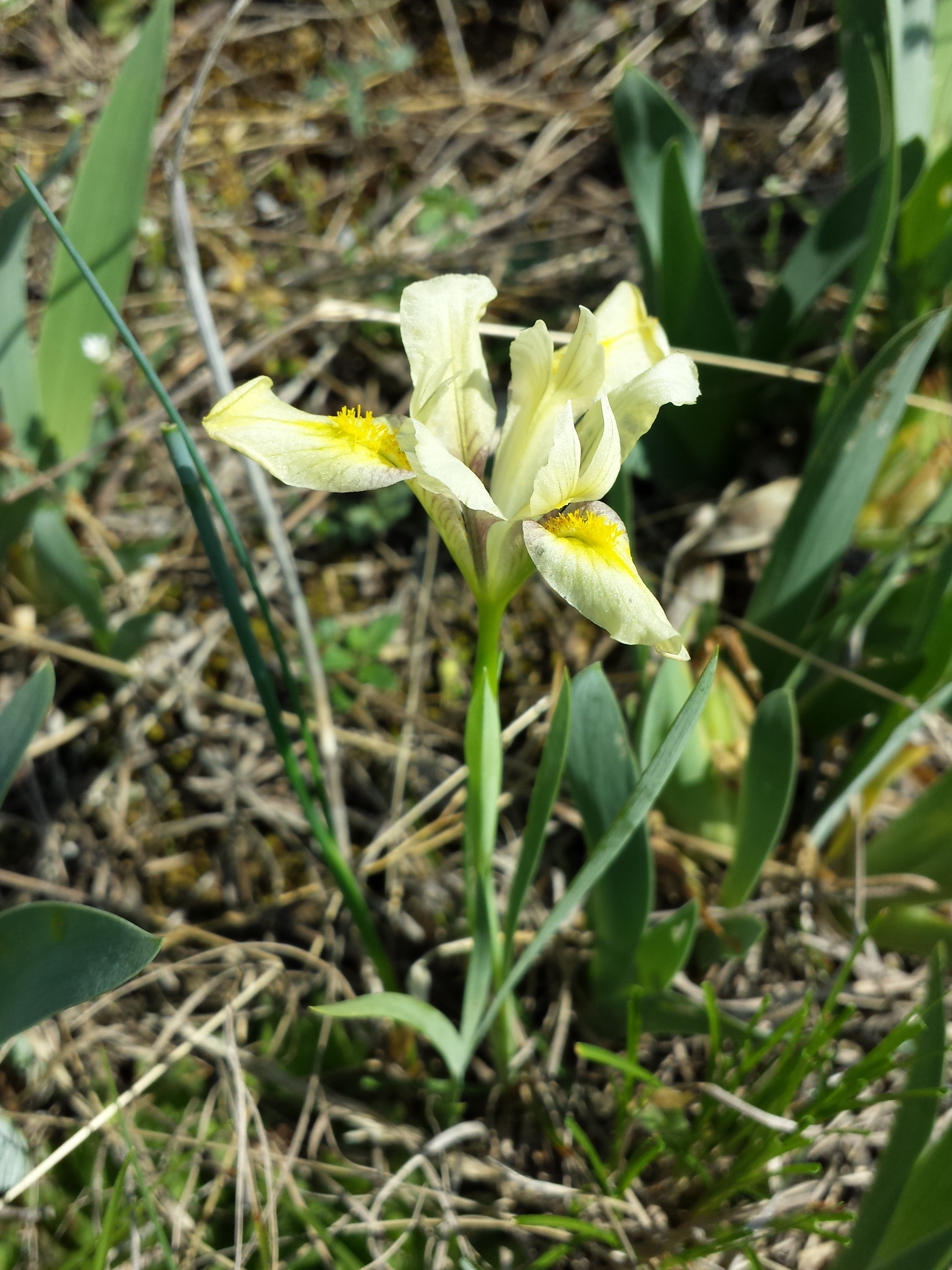
Sand-Schwertlilie (Iris humilis subsp. arenaria), in Tschechien vom Aussterben bedroht.

Auf der trockenen Kuppe des Berges bzw. dessen Hängen bildete sich eine seichtgründige pannonische Rasen- und Felssteppe aus, welche viele seltene und gefährdete Arten beherbergt. Die warmen, trockenen Hänge werden von Gräsern wie Wallis-Schwingel (Festuca valesiaca), Kalk-Blaugras (Sesleria caerulea), Zierlich-Federgras (Stipa eriocaulis), Grauscheiden-Federgras (Stipa pennata) und Groß-Federgras (Stipa pulcherrima) dominiert. Als typische Bewohner der Fels- und Rasensteppen können folgende Arten genannt werden: Berg-Aster (Aster amellus), Österreich-Tragant (Astragalus austriacus), Langfahnen-Tragant (Astragalus onobrychis), Felsensteinkraut (Aurinia saxatilis), Filz-Glockenblume (Campanula bononiensis), Steppen-Glockenblume (Campanula sibirica), Aufrecht-Waldrebe (Clematis recta), Bunt-Blauflockenblume (Cyanus triumfettii), Diptam (Dictamnus albus), Liege-Nadelröschen (Fumana procumbens), Goldschopf (Galatella linosyris), Hochstiel-Kugelblume (Globularia bisnagarica), Christusaugen-Alant (Inula oculus-christi), Sand-Schwertlilie (Iris humilis subsp. arenaria), Zwerg-Schwertlilie (Iris pumila), Weiche Silberscharte (Jurinea mollis), Schmalblüten-Traubenhyazinthe (Muscari tenuiflorum), Beifuß-Sommerwurz (Orobanche artemisiae-campestris), Sand-Blauwürger (Phelipanche arenaria), Groß-Küchenschelle (Pulsatilla grandis), Illyrisch-Hahnenfuß (Ranunculus illyricus), Finger-Steinbrech (Saxifraga tridactylites), Berg-Gamander (Teucrium montanum), Stink-Wiesenraute (Thalictrum foetidum), Purpur-Königskerze (Verbascum phoeniceum) und Steppen-Veilchen (Viola ambigua). Die Nordhänge sind schon lange aufgeforstet, nachdem 1816 der Wald gerodet wurde, um eine Schafweide anzulegen. In den Wäldern und deren Säumen wachsen der Gelb-Hartriegel (Cornus mas), der Einkern-Weißdorn (Crataegus monogyna) und die  Steinweichsel (Prunus mahaleb) sowie als Krautige Pflanzen das Breitblatt-Waldvöglein (Cephalanthera damasonium) und das Schneeglöckchen (Galanthus nivalis).
Die Insektenfauna weist unter anderem die Gottesanbeterin, den Rosenkäfer, den Hirschkäfer und den Maikäfer auf. In den Türmen der Sakralbauten nisten mehrere Dohlenpaare, im ehemaligen Steinbruch Uhus. Als hier auftretende Reptilien sind die Smaragdeidechse und die Schlingnatter zu nennen.
Seit 1946 zählt ein 36,08 Hektar großes Gebiet als Pflanzenreservat. 1992 wurde es zum Naturschutzgebiet erklärt.

## St. Sebastian

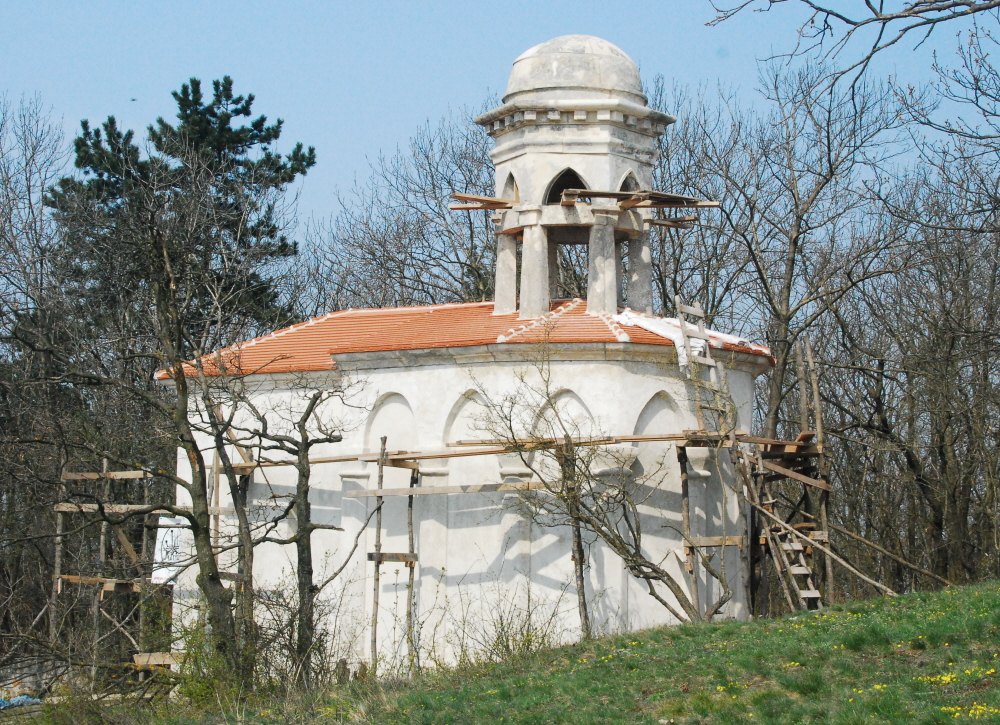
Heiliges Grab in Mikulov

Auf dem Plateau des Berges befindet sich die Kirche St. Sebastian, deren Grundstein am 2. Juli 1623 gelegt wurde. Nach der Beseitigung formalrechtlicher Schwierigkeiten konnte im Jahr 1679 die Konsekrationsfeier abgehalten werden. 1717 wurde die Kirche durch eine Sakristei vergrößert. 1636 wurde der Glockenturm als separates Bauwerk errichtet. Durch die exponierte Lage schlug mehrmals der Blitz ein und zerstörte oder beschädigte die Kirche und den Glockenturm.
1786 wurde die Kirche im Zuge der Josephinischen Reformen geschlossen, entweiht und die Kircheneinrichtung im Lizitationsweg verkauft. Das Vermögen ging in das Eigentum des Religionsfonds über.
Propst August Freiherr von Bartenstein erhielt 1862 die Genehmigung, Spenden zur Wiedererrichtung der Sebastianskirche zu sammeln. 1863 konnte mit den Arbeiten nach Plänen des Ingenieurs Anton Tater begonnen werden. Die wiedererrichtete Kirche wurde am 8. September 1865 geweiht.
Zur Kirche führt der von der Südseite des Berges beginnende Kreuzweg. Bis zur sechsten Kapelle erkennt man die Kreuzwegstationen nicht von weitem, während ab der siebenten alle weithin sichtbar sind. Die Anlage des Kreuzweges wurde durch Kardinal Franz von Dietrichstein im Jahr 1626 begonnen. Im Jahr 1776 wurde die 14. Kreuzwegstation errichtet, womit der Kreuzweg auch nach Kirchenrecht formell als solcher anerkannt wurde. Die Weihe fand am 1. September 1776 statt. Im Zuge der Wiedererrichtung der Kirche wurde auch der Kreuzweg renoviert.
Neben der Sebastianskirche, dem Glockenturm und den Kreuzwegstationen wurden auf dem Heiligen Berg Kapellen der Schmerzhaften Muttergottes im Jahr 1692, der Heiligen Barbara, der Heiligen Rosalia und ein Heiliges Grab errichtet. Die Initiatoren der Barbara- und Rosaliakapelle sind nicht bekannt, das Heilige Grab wurde schon zusammen mit der Sebastianikirche gebaut. 
Die Bauten auf dem Heiligen Berg wurden bei Kriegsende 1945 beschädigt.
2010 wurde in diesem Bereich die erste Tafel des Jakobsweg Weinviertel gesetzt, dessen Wegschilder im Weinviertel in Niederösterreich bis Krems zu finden sind.